# Balader (chanson)
Singles de Soolking
Askim
(2022) Baila
(2022)
Clip vidéo
[vidéo] « Balader », sur YouTube
Balader est une chanson du rappeur Soolking sorti en 2022 de son album Sans visa, il a fait le featuring avec le rappeur Niska,,. La chanson a eu plus de 50 millions de streaming et a été certifié disque de diamant.

## Clip vidéo
Balader a été publié sur YouTube le 22 juin 2022 ; il a été réalisé par William Thomas et cumule plus de 104 millions de vues.

## Accueil
En France, Balader se classe à la 3e du classement général et il a été certifié disque de diamant à la 3e semaine par SNEP.

## Nomination
Balader a été nommé par NRJ Music Awards 2022 hit de l'année.

## Classements et certification

### Classements
| Classements (2022)                      | Meilleure position |
| --------------------------------------- | ------------------ |
| France (SNEP)                           | 2                  |
| Belgique (Wallonie Ultratop 50 Singles) | 22                 |
| Suisse (Schweizer Hitparade)            | 72                 |

### Certification
En 2022, le morceau est certifié single de diamant en France par le SNEP.
| Pays     | Organisme | Certification | Seuil                         |
| -------- | --------- | ------------- | ----------------------------- |
| France   | SNEP      | Diamant       | 50 000 000 équivalent-streams |
| Belgique | Ultratop  | Or            | 10 000                        |